# Romuald Korus
Romuald Korus (ur. 3 lutego 1942 w Łaziskach Dolnych, zm. 15 grudnia 2017 w Czeladzi) – polski malarz, plastyk i pedagog.

## Życiorys
Był absolwentem katowickiej filii Akademii Sztuk Pięknych w Krakowie z 1967. Jako artysta uprawiał malarstwo sztalugowe, grafikę artystyczną, prasową, malarstwo sakralne, witraż i rysunek, a swoje prace prezentował na wystawach krajowych i zagranicznych. Był między innymi autorem malarstwa w sali widowiskowej Państwowej Szkoły Muzycznej I stopnia w Będzinie, a także wielkoformatowej mozaiki na basenie w Łaziskach. W latach 1969–1981 był laureatem licznych nagród za grafikę i rysunek. Od października 1996 kierował pracownią malarstwa w Ośrodku Kultury w Będzinie.